# Меденицький район
Меденицький район — колишній район Дрогобицької області УРСР, адміністративним центром якого було селище Меденичі.

## Історія
10 січня 1940 року політбюро ЦК КП(б)У обговорило питання про адміністративний поділ Дрогобицької області, зокрема прийнято рішення про створення Меденицького району із центром у Меденичах зі ґмін Горуцко, Добрівляни і Меденичі Дрогобицького повіту. Однак у червні 1941 року район припинив своє функціонування, його було відновлено у вересні 1944 року, після чого він проіснував до вересня 1959 року, коли його територію було передано Дрогобицькому району.
Втім село Кавсько з хуторами Горби та Заріка було приєднано до Стрийського району, а села Горуцько, Липиці, Криниця, Раделичі та Більче з хуторами Болоня, Лужок, Клиники, Терни, Лісництво, Заріка й Сухе - до Миколаївського району.

## Меденицький райкомКП(б)У
Одразу після утворення Меденицького району у ньому було створено райком КП(б)У, а саме у січні 1940 року. У червні 1941 року в зв'язку з німецьким наступом його було ліквідовано — свою діяльність він відновив лише у вересні 1944 року. У жовтні 1952 році перейменовано на Меденицький райком КПУ. Ліквідований у вересні 1959 р. після ліквідації Меденицького району, територія якого відійшла до Дрогобицького району.
Меденицький райком КП(б)У мав наступну структуру: Бюро (загальний відділ), організаційно-інструкторський відділ (з 1949 р. — відділ партійних, профспілкових та комсомольських організацій), сектор партійної статистики, відділ пропаганди й агітації, сільськогосподарський відділ, військовий відділ, відділ по роботі серед жінок, відділ кадрів.

## Діяльність НКВС та радянських органів
Стосунки між представниками радянської влади в районі були далекими від принципів соціалістичної законності. Зокрема 29 листопада 1944 — п'яний директор райзаготконтори Герман в селі Раделичі вбив голову сільради Вірта В. Ф. а 20 січня 1945 — п'яний оперуповноважений райвідділу НКВС Нєвмєржицький у райцентрі Меденичі поранив автоматною чергою голову сільради Гуріяк, громадян Станішевського і Панчиху. У липні 1946 року інструктор Дрогобицького обкому КП(б)У Іваник розглядав непартійну поведінку начальника райвідділу МВС Якімова, який не пускав свою 14-річну доньку виступати в концертах агітбригади під приводом того, що не хотів, аби вона стала повією, як багато комсомолок райцентру. За свідченням місцевих комсомолок сестер Нечипір, начальник райвідділу МВС Якімов та його заступник начальника райвідділу МВС Волобуєв брали хабарі від сімей арештованих Стебельського, Дідича та інших. Секретар райкому ЛКСМУ Задорожко на партактиві сказав, що «на райкомі осталося тільки повісити червоний ліхтар», що всі комсомолки там вагітні і тільки для них треба робити окремі ясла.
Також селян змушували силою вступати до колгоспів. Зокрема 17 листопада 1947 року за повідомленням обласного прокурора Туркевича секретар райкому КП(б)У Ковбаса спільно з іншими керівниками партійних, комсомольських та господарських структур Меденицького району в супроводі 7 солдатів Червоної Армії проводили агітацію за створення колгоспу. Увечері та вночі всіх селян звозили до клубу, а звідти під конвоєм до сільради та примушували писати заяви про вступ до колгоспу. Тих, хто відмовлявся роздягали до гола та били. Усього було побито 14 селян, особливо постраждали громадяни Кузів, Луців, Сова. Прокурор вніс відповідне подання до обкому КП(б)У.

## Атеїстична діяльність

Дрогобицька округа ОУНР у 1946 році

Боротьба з релігійними віруваннями на території Меденицького району нерідко набувала крайніх форм з боку представників місцевої влади, що викликало обурення навіть у керівників області.
Зокрема у ніч на 23 травня 1959 року секретар Меденицького райкому ВЛКСМУ Харченко з групою із 20 комсомольців на двох вантажних автомобілях із зафарбованими номерами вирушили до сіл району та зруйнували в них та при дорогах понад 10 хрестів та релігійних пам'ятників. Частину хрестів поскидали до річки, а частину — залишили на місці. Настільки радикальні дії обурили не лише віруючих, а й Дрогобицький обком КПУ який на своєму бюро засудив такі дії комсомольців, адже вони налаштовували віруючих на нелояльність до влади.

## ДіяльністьУПАта українського підпілля
У Меденицькому районі активно діяло українське підпілля, у тому числі і збройне. Зокрема 6 вересня 1945 року підпільники здійснили напад на пункт «Заготзерна», облили керосином та спалили 16 тонн ячменю та пшениці.
19 травня 1945 року боївка «Хмари» Олекси Карпина розгромила сільраду у селі Більче.
Після загибелі 2 листопада 1949 р. провідника Меденицького районного проводу ОУН Семена Довбняка-«Войнаровського» його місце зайняв «Хмара». На цьому посту він залишався до своєї смерті 29 травня 1950 р. — у сутичці поблизу Раделичів.

### Меденицький район в адміністративній структуріОУН
Адміністративний поділ, який застосовувався в ОУН відрізнявся від офіційно прийнятого радянською владою.
Меденицький район увійшов до складу Стрийського надрайону. Улітку 1946 року Меденицький район підпорядковується Дрогобицькому надрайону. Таке підпорядкування збереглося влітку 1947 року.